# Santiago López Castillo
Santiago López Castillo (Madrid, 17 de junio de 1944-6 de enero de 2019) fue un periodista español.

## Biografía
Inició su labor periodística en los medios escritos, y, en sus comienzos, trabajó en La Verdad, El Alcázar y Cambio 16. 
En Televisión Española, donde ingresa en 1974, fue un rostro conocido durante la etapa de la Transición. En 1977-1978 se responsabilizó del informativo nocturno de La 2 Redacción Noche, y a partir de 1978 se incorpora al programa semanal de actualidad política Parlamento, que presenta entre 1980 y 1982, y en una segunda etapa desde 1996 hasta 2002, año en que fue destituido por un artículo despectivo hacia la diputada socialista Leire Pajín, a la que llamó Morritos Jagger.
En los años ochenta, además, dirigió el informativo Últimas Noticias (1982-1983) y espacios de variedades, como La Tarde (en 1989). Su última incursión en el medio fue en 2003, dirigiendo y presentando el programa sobre medio ambiente En verde.
Desde finales de los años noventa fue columnista en el diario ABC.
Además, publicó cuatro novelas: Canela (1992), La Poza (1997), La cruz de la santera (2001) y Las Aliagas (2009).